# Leon Lemoch
Leon Lemoch, także jako Lew Lemoch (ur. 30 sierpnia 1845 w Zagórzanach, zm. 28 maja 1906 w Krakowie) – polski nauczyciel.

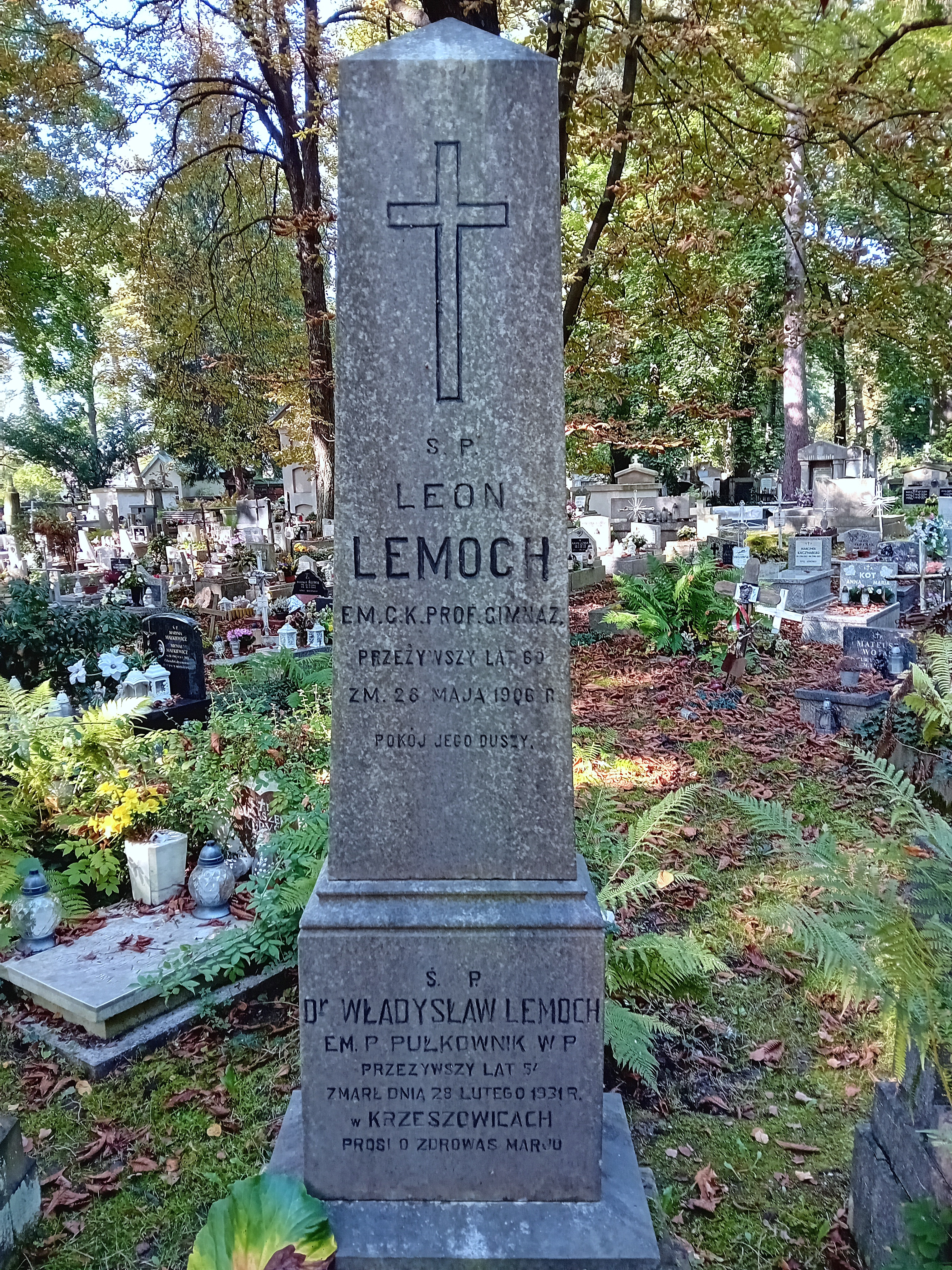
Grobowiec Leona i Władysawa Lemochów

## Życiorys
Urodził się w 30 sierpnia 1845 w Zagórzanach w Galicji. Uczył się w gimnazjach w Krakowie i we Lwowie. Po maturze studiował matematykę i fizykę na Wydziale Filozoficznym Uniwersytetu Lwowskiego. Po studiach uzyskał kwalifikacje nauczycielskie. Pracował w szkole średniej w Tarnopolu, a następnie w szkole realnej w Jarosławiu. Od 1876 był członkiem Komisji Fizjograficznej na Wydziale Matematyczno-Przyrodniczym Akademii Umiejętności.
Następnie pracował jako nauczyciel w C. K. Gimnazjum w Stryju. W szkole uczył matematyki, fizyki, był zawiadowcą gabinetu fizykalnego. W gimnazjum stryjskim początkowo pracował jako nauczyciel, a dekretem C. K. Rady Szkolnej Krajowej z 25 czerwca 1883 i uzyskał tytuł c. k. profesora. Uczestniczył w walnych zgromadzeniach Towarzystwa Pedagogicznego: w połowie 1882 w XVI w Kołomyi, w połowie 1883 w XVII w Stryju. Od około 1890/1891 był członkiem rady miejskiej w Stryju.
Na mocy rozporządzenia C. K. Ministra Wyznań i Oświaty z 21 sierpnia 1891 dekretem z 30 sierpnia 1891 został przeniesiony z C. K. Gimnazjum w Stryju do C. K. Gimnazjum w Sanoku (wraz z nim został przeniesiony prof. Antoni Kwiatkowski, a z Sanoka do Stryja podążył nauczyciel Seweryn Sokalski; od 1890 dyrektorem gimnazjum stryjskiego był Karol Petelenz, wcześniej dyrektor sanockiego gimnazjum). W szkole uczył matematyki, fizyki, był zawiadowcą gabinetu fizykalnego. Ponadto w latach 90. był nauczycielem w Przemysłowej Szkole Uzupełniającej w Sanoku, w której uczył rachunków i buchalterii. Rozporządzeniem C. K. Ministra Wyznań i Oświaty z 14 grudnia 1897 otrzymał ósmą rangę służbową od 1 stycznia 1898 i od tego czasu był tytułowany jako c. k. starszy profesor. W obu półroczach roku szkolnego 1901/1902 przebywał na urlopie z powodu choroby. Reskryptem z 18 czerwca 1902 został przeniesiony przez C. K. Ministra Wyznań i Oświaty w stały stan spoczynku z końcem sierpnia 1902. Jako nauczyciel pracował przez ponad 30 lat, w tym 12 lat w Sanoku. Był powszechnie szanowany przez uczniów i grono szkolne.
Był członkiem Towarzystwa Nauczycieli Szkół Wyższych we Lwowie. Przed 1902 został odznaczony austro-węgierskim Medalem Jubileuszowym Pamiątkowym dla Cywilnych Funkcjonariuszów Państwowych.
W trakcie swojej pracy nauczycielskiej w Stryju jego tożsamość podawano jako „Lew Lemoch”, zaś w powiadomieniu o przeniesieniu do Sanoka w 1891 był określony jako „Leon Lemoch” i w taki sposób był wymieniany podczas pracy w sanockim gimnazjum. Tym niemniej sam podpisywał się jako „Leo Lemoch”. W niemieckojęzycznej ewidencji urzędników państwa austro-węgierskiego figurował jako „Leon Lemoch”. W inskrypcji nagrobnej – według różnych źródeł – został podpisany jako „Leon Lemoch, bądź „Lew Lemoch”. Zmarł 28 maja 1906 w Krakowie. Został pochowany na cmentarzu Rakowickim w Krakowie 30 maja 1906 (kwatera Ł). W tym miejscu zostali też pochowani: Julia Lemoch (zm. 1917) i Władysław Lemoch (zm. 1931).
Synami Leona Lemocha byli: 
- Stanisław Klaudiusz Kostka (ur. 1875 w Jarosławiu[43]), początkowo uczył się w gimnazjum stryjskim (II klasa w 1887[44], V klasa w 1890[45]), a przenosinach ojca do Sanoka kontynuował naukę w gimnazjum sanockim (VII klasa w 1891/1892[43], VIII klasa i egzamin dojrzałości w 1893)[22];
- Władysław (ur. 1877 w Jarosławiu[46], zm. 1931[42]), który uczył się w gimnazjum stryjskim (II klasa w 1888[47], III klasa w 1890[48], IV klasa w 1891[49]), a w roku szkolnym 1891/1892 był w V klasie w gimnazjum sanockim[46]; studiował prawo[50] i został urzędnikiem pocztowym[51];
- Roman (ur. 1883[52]), uczył się w gimnazjum sanockim (I klasa w 1894[53], II klasa w 1895[54], IV klasa w 1897[55], V klasa w 1898[56], VI klasa w 1899[57], VII klasa w 1900[28], VIII klasa i egzamin dojrzałości w 1901[58]), studiował[59], od 1906 zastępca nauczyciela w C. K. VI Gimnazjum w Krakowie-Podgórzu, gdzie uczył j. niemieckiego[60][52], w latach 20. w Prywatnym Gimnazjum Koedukacyjnym im. Tadeusza Kościuszki w Dąbrowie Tarnowskiej[61];
- Marian Franciszek wzgl. Fryderyk (ur. 1888[62]), początkowo uczył się w gimnazjum sanockim (II klasa w 1900[63], III klasa w 1901[64], potem w C. K. Gimnazjum Nowodworskiego czyli Św. Anny w Krakowie (V klasa w 1903[65], VI klasa w 1904[66], VII klasa w 1905[67], VIII klasa i egzamin dojrzałości w 1906[68]), prawni, urzędnik[69].

Synowie Leona Lemocha byli wyznania rzymskokatolickiego.